# لواء ابوالفضل العباس
لواء ابوالفضل العباس (عربی: لواء أبو الفضل العباس)، همچنین به عنوان کتائب العباس (عربی: کتائب العباس) معروف است. یک گروه شبه نظامی مسلمان شیعه دوازده امامی است که در سراسر عراق فعالیت می کند. نام آن برگرفته از نام مستعار عباس بن علی، فرزند علی بن ابی‌طالب است.
این گروه در اواخر سال ۲۰۱۲ برای دفاع از حرم زینب و سایر اماکن مقدس شیعه در سوریه تشکیل شد. بیشتر اعضای آن متعلق به عصائب اهل حق، جنبش صدر و کتائب حزب‌الله عراق است که جز اولین گروه‌های شیعه برای مقاومت در برابر اشغال عراق توسط آمریکا هستند. اکثر مبارزان این تیپ عراقی هستند و به تعدادی از عراقی‌ها پیوسته‌اند که پس از خشونت‌های فرقه‌ای سال ۲۰۰۶ از عراق گریخته و در سوریه زندگی می‌کنند. گروهی با نام مشابه نیروهای ابوالفضل العباس وجود داشت که منحل شد. این یک گروه کاملاً عراقی است و در کنار حشد شعبی می‌جنگند، در حالی که نیروهای ابو الفضل العباس تحت فرمان سوریه بوده و همان‌طور که اویس الخفاجی گفته است، همراه با ارتش سوریه می‌جنگیده است. اعتقاد بر این است که اکثر مبارزان متعلق به جیش المهدی و عصائب اهل حق هستند، برخلاف ارتش مهدی که از رفتن به سوریه خودداری کرده است عصائب اهل الحق که در سال ۲۰۰۹ از جنبش صدر جدا شده است در سوریه حضور دارد. این تیپ یکی از نخستین گروه‌های شیعه است که به‌طور نظامی در سوریه مداخله می‌کند و از سال ۲۰۱۲ در کنار دولت سوریه به رهبری بشار اسد ایستاده است و از نظر عقیدتی با انگیزه دفاع از حرم سیده زینب در دمشق، پایتخت سوریه، پس از تهدیدهای گروه‌های سلفی مبارز برای تخریب حرم به عنوان «سمبل شرک» در سوریه حضور دارند. جنگجویان این گروه شامل شیعیان بومی دمشق، پناهندگان شیعه مستقر در دمشق، داوطلبان شیعه عراقی و سایر داوطلبان شیعه خارجی هستند. عراقی‌ها تشکیل دهنده اصلی این گروه هستند. این گروه در درجه اول در اطراف دمشق می‌جنگد، اما در حلب نیز جنگیده است.
در ماه مه و ژوئن ۲۰۱۳، رویترز گزارش داد که شکافی در تیپ بر سر امور مالی و رهبری ایجاد شده است که به یک جنگ مسلحانه منجر شده است. بسیاری از اعضای غیر سوری متعاقب آن تیپ متفاوتی را تشکیل دادند.
در ۱۹ مه ۲۰۱۴، مبارزان جنبش نورالدین زنکی ادعا کردند که دفتر مرکزی تیپ العباس در حلب را به دست گرفته‌اند.
هنگامی که داعش در اواسط سال ۲۰۱۴ دستاوردهای چشمگیری در عراق به دست آورد، اعضای عراقی این گروه مجبور شدند برای دفاع از دولت متلاشی شیعه در بغداد، به خانه بازگردند.
طبق گزارش‌ها، تیپ العباس در پشتیبانی از سربازان دولتی در هجوم ۲۰۱۸ جنوب سوریه شرکت کرد.
شبه نظامیان از ایران پشتیبانی می‌کنند.
این گروه توسط امارات متحده عربی به عنوان یک سازمان تروریستی در نظر گرفته شده است.